# John Hay

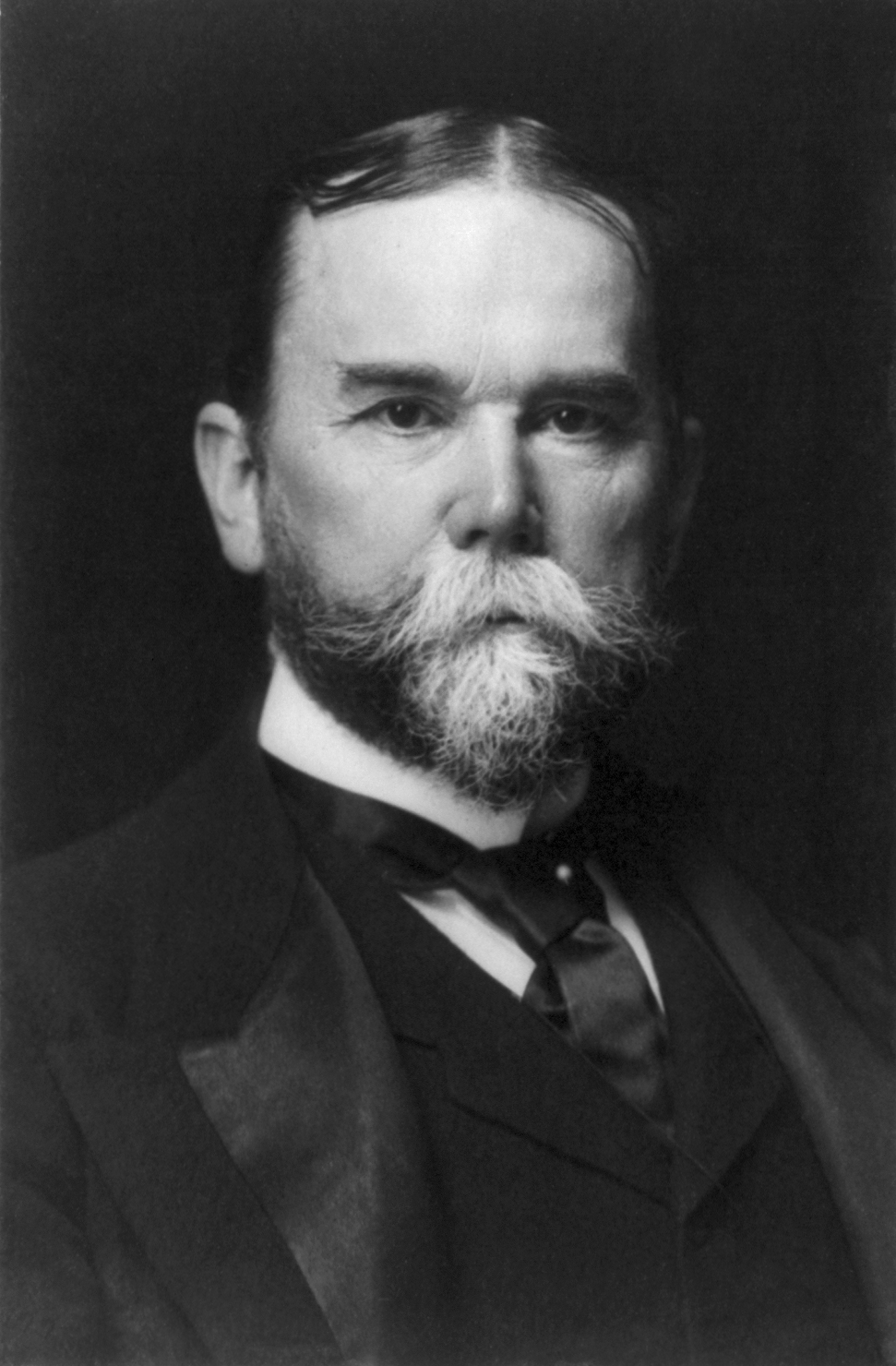
John Hay

John Milton Hay, född 8 oktober 1838 i Salem, Indiana, USA, död 1 juli 1905 i Newbury, New Hampshire, var en amerikansk republikansk politiker.
Han var född i Indiana och uppvuxen i Warsaw, Illinois. Han studerade vid Brown University och var 1861–1864 privatsekreterare åt Abraham Lincoln. Han delade rum med en annan sekreterare John George Nicolay i Vita husets andra våning. Han var närvarande när president Lincoln dog, sedan han (Lincoln) hade blivit skjuten i Washington, D.C.. Hay och Nicolay skrev tillsammans biografin i tio band över Abraham Lincolns liv: Abraham Lincoln: a History (10 band, 1890).
Efter 1865 var han verksam på lika poster inom utrikesministeriet och var USA:s ambassadör i Storbritannien 1897–1898 och därefter USA:s utrikesminister fram till sin död 1905. Som sådan fick Hay i samband med unionens imperialistiska politik och livliga utrikespolitik en större arbetsbörda än någon av sina företrädare. Han avslöt 1898 fred med Spanien, proklamerade och genomdrev 1898–99 "den öppna dörrens" grundsats med avseende på Kina samt handlade de svårlösta frågor, som uppstod i samband med övertagandet av Panamakanalen. 1899 avslöt han med det brittiska sändebudet i Washington, Julian Paucefote, ett fördrag angående upphävandet av Clayton-Bulwer-traktaten, vilket dock förkastades av unionssenaten. Nya förhandlingar ledde till Hay-Pauncefote-traktaten 18 november 1901, som ratificerades av senaten och gav USA så gott som fria händer vid det tillämnade kanalbyget och den blivande kanalens skötsel. Dock stipulerades lika rätt för alla nationers fartyg att begagna sig av kanalen. De därefter följande underhandlingarna med Colombia fördes likaledes av Hay. Han stod i kontakt med de upproriska i Panama och erkände fristaten omedelbart.
Författaren Henry Adams var god vän till Hay. De byggde sina hem bredvid varandra på Lafayette Square i Washington. Byggnaden kallas i dag Hay-Adams Hotel.